# System gospodarczy
System gospodarczy – jeden z podstawowych elementów systemu społecznego, wynikający z pierwotnej konieczności wytwarzania dóbr. W dzisiejszych czasach budowany jest poprzez system prawny, który reguluje i kształtuje rzeczywistość gospodarczą.
Podstawowym i ostatecznym celem działalności gospodarczej jest zaspokajanie potrzeb, a te mogą być zaspokojone poprzez wytwarzanie produktów, czyli towarów i usług. Do produkcji wspomnianych niezbędne są zasoby gospodarcze, które zasadniczo możemy podzielić na: ziemię, kapitał i pracę (czasem dodaje się także technologię).
Dla współczesnych gospodarek najważniejszymi rodzajami podmiotów są: przedsiębiorstwa, gospodarstwa domowe oraz państwo. W przypadku roli sektora publicznego czynione jest zastrzeżenie, że jego obecność w niektórych modelach gospodarczych (np. w gospodarce rynkowej) nie jest konieczna.
Systemy gospodarcze obejmują produkcję, dystrybucję i konsumpcję dóbr. Głównymi modelami systemów gospodarczych są: kapitalizm, system socjalistyczny oraz gospodarki mieszane.

## Części składowe
Struktura decyzyjna danej gospodarki determinuje sposób alokacji zasobów (środków produkcji), redystrybucję, stopień centralizacji tego procesu oraz kwestię, kto podejmuje decyzje. Decyzje mogą być podejmowane przez demokrację gospodarczą, rząd, lub prywatnych przedsiębiorców. Wybrane aspekty struktury decyzyjnej, to:
- mechanizm koordynacji: odnosi się do sposobu zdobywania informacji i jej wykorzystania w działalności ekonomicznej. Występują dwie dominujące formy koordynowania tej działalności – poprzez planowanie (które może być zarówno scentralizowane, jak i zdecentralizowane, oba modele nie wykluczają siebie wzajemnie) lub działalność rynkową.
- własność środków produkcji: ściśle wiąże się z pojęciem własności (prawem do rozporządzania produktem) i kontrolą nad wykorzystaniem środków produkcji. Środki produkcji mogą być własnością prywatną, państwową, wspólnotową lub należeć do dóbr wspólnej puli.
- system bodźców: mechanizm aktywizowania podmiotów i włączania ich w działalność produkcyjną. Może opierać się na rekompensacie materialnej (wynagrodzenie) i/lub na rekompensacie niematerialnej, np. prestiż społeczny[4].

## Typy

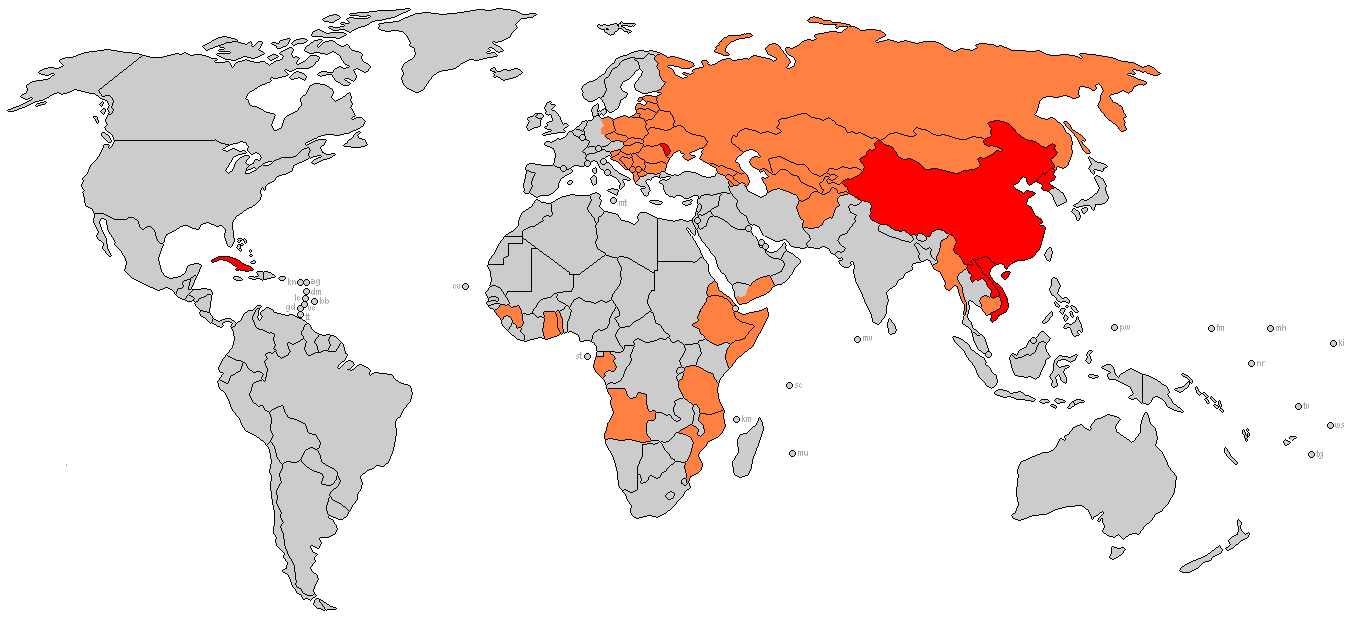
Dzisiejsze państwa socjalistyczne (kolor czerwony) oraz te niegdyś rządzone przez komunistów i socjalistów (kolor pomarańczowy)

Forma systemu gospodarczego jest determinowana przez konkretne rozwiązania instytucjonalne. Przykładowo, problem rzadkości wymaga odpowiedzi na pytania: „co produkować?”, „w jaki sposób produkować?” oraz „kto otrzymuje produkt?”. System gospodarczy jest sposobem wynajdywania odpowiedzi w tych kwestiach. Różne systemy gospodarcze mogą udzielać różnych odpowiedzi na te same pytania. Gospodarka może stawiać przed sobą różne cele, np. produktywność, wzrost gospodarczy, wolność czy równość.
Systemy gospodarcze dzielą się ze względu na sposób alokowania zasobów (środki produkcji) i podejmowania decyzji. Zwyczajowo zestawia się dwa najbardziej znaczące modele gospodarcze – kapitalizm (gospodarka rynkowa) oraz socjalizm (gospodarka planowa).
W gospodarce kapitalistycznej produkcja z założenia ma prowadzić do maksymalizowania zysków stając się w ten sposób elementem procesu akumulacji kapitału. Przedsiębiorstwa podejmując decyzje w zakresie inwestycji oraz wykorzystania środków produkcji działają w warunkach konkurencji rynkowej. Na rynkach kapitałowych wspomniane decyzje podejmowane są głównie przez właścicieli prywatnych środków produkcji. Kapitalistyczny model gospodarki posiada kilka odmian, począwszy od leseferyzmu (zakładającego minimum udziału państwa w gospodarce), a skończywszy na regulowanej, społecznej gospodarce rynkowej, która zakłada udział państwa na poziomie pozwalającym na zapewnienie sprawiedliwości społecznej, możliwie sprawiedliwego podziału bogactwa (patrz: państwo opiekuńcze) lub naprawy niewydolności rynku (patrz: interwencjonizm).

Charakter produkcji w gospodarkach socjalistycznych był przedmiotem dyskusji. Spór podzielił teoretyków marksizmu zasadniczo na dwa obozy. Pierwszy zakładał, że produkcja jest nastawiona na zaspokojenie potrzeb poprzez wytwarzanie tzw. produktów bezpośrednich (tj. takich, które zaspokajają potrzebę bezpośrednio, a nie przez akt kupna-sprzedaży), a inwestycje (regulowanie wartości dodanej) są wynikiem kolektywnych decyzji. Krytycy tego podejścia starali się wykazać jego sprzeczności, które jednocześnie obrazowały poglądy drugiego obozu. Jak pisał Bronisław Minc: 

Poglądy te opierają się na apriorycznym założeniu, że przy państwowej własności środków produkcji nie może być produkcji towarowej. Założenie to jest sprzeczne z elementarnym faktem, że produkcja w gospodarce socjalistycznej przeznaczona jest na sprzedaż, a więc ma charakter towarowy.

 B. Minc argumentując przeciw tezie o produkcji bezpośrednio zaspokajającej potrzeby zauważa, że nie można by wówczas mówić o płacach, kosztach, rynku oraz popycie i podaży. Wydaje się, że pogląd o towarowym charakterze produkcji w gospodarkach socjalistycznych przeważył, jednak pewne elementy wcześniej wspomnianego modelu były obecne, np. popularne talony (asygnata) na dobra deficytowe.
Własność nad środkami produkcji może przybrać formę państwowej, albo spółdzielczej. Gospodarki socjalistyczne, które bazują na procesie akumulacji kapitału, ale jednocześnie kontrolują lub kierują tym procesem (poprzez wspomniane formy własności) w celu zapewnienia stabilności, równości i rozszerzenia swej władzy decyzyjnej nazywane są systemami rynkowego socjalizmu.

### Podstawowe typy systemów gospodarczych
- Gospodarka rynkowa – decyzje dotyczące zakresu i sposobu produkcji podejmowane są przez podmioty gospodarcze; jednym ze współczesnych przykładów gospodarki rynkowej jest kapitalizm, który wywodzi się z gospodarki towarowo-pieniężnej.
- Socjalizm rynkowy – system gospodarczy, w którym łączy się działalność sektora publicznego z mechanizmem rynkowym, a więc środki produkcji są albo własnością publiczną, albo są wspólnie posiadane i eksploatowane w celach zarobkowych w gospodarce rynkowej.
- Korporacjonizm – dąży do ustanowienia reżimu opartego na korporacjach zorganizowanych pionowo, skupiających tak pracodawców, jak i pracobiorców różnych szczebli oraz inne jednostki działające w tym samym zawodzie, czy też branży, z zachowaniem ich hierarchii (np. wykonawca i podwykonawca).
- Gospodarka mieszana – składa się ona zarówno z sektora publicznego, jak i prywatnego. Przykładami mogą być Społeczna gospodarka rynkowa i Trzecia Droga.
- Gospodarka planowa – często utożsamiana z gospodarką nakazowo-rozdzielczą; gospodarka, opierająca się na założeniach planów kilkuletnich, określających najważniejsze cele rozwoju państwa; charakterystyczna dla okresu wojny, lub krajów tzw. bloku wschodniego.
- Gospodarka tradycyjna – system historyczny; polegał na odtwarzaniu obyczajów przodków.
- Gospodarka naturalna – typ gospodarki, która charakteryzuje się tym, że producent wytwarza produkty w celu bezpośredniego zaspokojenia swoich potrzeb, jednym z przykładów gospodarki naturalnej jest feudalizm.
- Ekonomia uczestnicząca – system zakładający, że obywatele powinni mieć udział w decyzjach proporcjonalny do stopnia, w jakim te decyzje ich dotyczą.
- Mutualizm – system oparty na wzajemności w przeciwstawności do walki konkurencyjnej.
- Kultura darów – kultura, w której uczestniczący przekazują dobra posiadające wartość na poczet kształtowania dobrobytu swojej społeczności.
- Barter – wymiana bezgotówkowa, czyli towar, bądź usługa, za towar.

### Typy systemów socjalistycznych
Systemy socjalistyczne mogą być podzielone ze względu na mechanizm koordynacji (plany gospodarcze lub rynki). Wedle tego kryterium można wyróżnić gospodarkę planową oraz socjalizm rynkowy. Dodatkowo, gospodarkę socjalistyczną można podzielić ze względu na własność środków produkcji – własność państwową, spółdzielnie pracownicze i spożywcze oraz własność zbiorową. Hipotetyczną formą socjalizmu jest komunizm, który został określony przez Marksa w Krytyce programu gotajskiego drugą fazą socjalizmu. W komunizmie dobra mają być rozdzielane wedle potrzeb, a nie tylko w oparciu o wkład w pracę.
Głównym problemem gospodarek planowych jest koordynacja produkcji w sposób umożliwiający bezpośrednie zaspokojenie ludzkich potrzeb, względnie potrzeb gospodarczych (w przeciwieństwie do nastawienia na generowanie zysków, gdzie zaspokajanie potrzeb jest produktem ubocznym). Ma to się odbywać z korzyścią dla sił produkcyjnych w gospodarce, które dzięki temu staną się odporne na systemowe niewydolności i kryzysy nadprodukcji, które są charakterystyczne dla kapitalizmu. Produkcja służąca potrzebom społeczeństwa jest przeciwieństwem produkcji nastawionej na akumulację kapitału.

### Typy gospodarek mieszanych
Gospodarka mieszana składa się zarówno z sektora państwowego, jak i prywatnego. Niekiedy występuje w niej również własność spółdzielcza. Gospodarki mieszane cechuje obecność samoregulacji rynkowej przy zachowaniu państwowej kontroli gospodarki. Zaangażowanie państwa w gospodarkę przejawiać się może w postaci: regulacji prawnych, lub dużego udziału spółek państwowych w rynku.

## Ekonomia ewolucyjna
Teoria rozwoju gospodarczego autorstwa Karola Marksa była oparta na przesłance o ewoluowaniu systemów gospodarczych. W szczególności dotyczy to poglądu, iż lepsze systemy gospodarcze wypierają te gorsze. Problemem „gorszych” systemów były wewnętrzne sprzeczności i niewydajności, które czyniły niemożliwym ich przetrwanie w dłuższej perspektywie. W schemacie Marksa, feudalizm został zastąpiony przez kapitalizm, który z kolei może zostać zastąpiony przez socjalizm. Joseph Schumpeter również sformułował ewolucyjną koncepcję rozwoju gospodarczego, ale – w przeciwieństwie do Marksa – marginalizował rolę walki klasowej w zmianie jakościowej w sposobach produkcji. Jak pokazała historia, w państwach socjalistycznych, rządzonych wedle doktryny marksizmu-leninizmu, gospodarka centralnie planowana, albo się załamała, albo była stopniowo reformowana w kierunku gospodarki rynkowej, przykładowo: pierestrojka i rozpad ZSRR, chińskie reformy („socjalizm o chińskiej specyfice”) oraz reformy Doi Moi w Wietnamie.
Ekonomia ewolucyjna głównego nurtu kontynuuje badania nad zmianami gospodarczymi w czasach współczesnych. Obecnie, na gruncie rozwijającej się ekonomii złożoności, obserwuje się także ponowne zainteresowanie w pojmowaniu systemów gospodarczych jako systemów ewoluujących.

## Społeczne konteksty
System gospodarczy może być traktowany jako część systemu społecznego, równie istotnego co: system prawny, system polityczny, czy kultura. Często zachodzi silny związek pomiędzy danymi ideologiami, systemami politycznymi a konkretnym systemem gospodarczym. Wiele ustrojów gospodarczych „nakłada się na siebie” w różnych obszarach, np. termin gospodarka mieszana jest często postrzegany jako połączenie elementów różnych systemów. Inne z kolei mogą się wzajemnie wykluczać.
Z socjologicznego punktu widzenia problem wzajemnego oddziaływania pomiędzy gospodarką a państwem jest równie istotny co rynek czy instytucje rynkowe. Pojawiają się różne koncepcje próbujące określić rolę państwa w gospodarce. Zasadniczo wszystkie te koncepcje poszukują odpowiedzi na pytanie: „ile państwa w gospodarce?”.
W ujęciu modelowym przyjmuje się cztery główne typy ładu społeczno-ekonomicznego:
1. ład monocentryczny – gospodarka upaństwowiona, centralnie planowana,
2. modele pluralistyczne – bazują na demokracji i wolności rynkowej,
3. modele partycypacyjne – opierające się na idei społeczeństwa obywatelskiego,
4. modele etatystyczne – utożsamiana z interwencjonizmem państwowym, przedstawicielem tzw. nowego etatyzmu był John Maynard Keynes.